# Erdélyi táncok (Bartók)
Az Erdélyi táncok (Sz. 96, BB 102b) Bartók Béla zenekarra írt műve, aminek eredeti alakja, a zongorára komponált Szonatína 1915-ben keletkezett. A fából faragott királyfi komponálásának időszaka ez, de ekkoriban készült a II. vonósnégyes és egy sor népdalfeldolgozás: Román kolindadallamok zongorára, Román népi táncok, Tizenöt magyar parasztdal, kórusok és dalok. A népzenekutató és zeneszerző ebben az időszakban különösen intenzíven foglalkozott erdélyi gyűjtéseinek feldolgozásával, a nagyszámú kompozíció arra utal, hogy érdeklődésének homlokterében a román anyag állt. A zenekari átiratot maga Bartók készítette 1931-ben, bemutatója 1932-ben volt, Massimo Freccia vezényletével.
A Szonatinában, a majdani Erdélyi táncokban Bartók öt eredeti dallamot dolgozott fel. Az első tételben két melódiát kapcsolt össze: az elsőt 1913-ban jegyezte le (egy Hunyad megyei dudástól hallotta), s a gyors körtánc-dallamot egy másik, 1910-ben gyűjtött (Bihar megye) dudadallam követi.
A második tétel dallamát egy nagy repertoárral rendelkező cigány hegedűs játszotta el Bartóknak egy máramarosi faluban, Váncsafalván. A hegedűstől nem kevesebb mint 21 dallamot gyűjtött, és maga a terület is igen gazdag volt: Bartók 13 nap alatt 209 dallamot jegyzett le.
A Finale ismét két témát mutat be. Mindkettő román „táncnóta”. Bartók 1944-ben így írta le a Szonatina dallamait: „Eredetileg román néptánc csokrot terveztem zongorára. Ebből válogattam ki három részt és neveztem el Szonatinának. Az első tétel, a Dudások… két tánc, melyet két dudás játszik. A második tétel dallamát, a medvetáncot egy paraszthegedűs játszotta nekem a G és D húron, a két mély húron, hogy jobban hasonlítson a medve hangjához. Általában a hegedűsök az E húrt használják. Az utolsó tétel szintén két népdaltémát tartalmaz, amelyeket paraszt hegedűsöktől hallottam.”
Tételek:
1. Dudások
2. Medvetánc
3. Finale

Autográf partitúrája, a Rózsavölgyi 5440 elsőkiadásának (1931) metszőpéldánya jelenleg Bartók Péter magángyűjteményében található 36 TFSS1 jelzés alatt.